# Río de Oro
Río de Oro là một khu tự quản thuộc tỉnh Cesar, Colombia. Thủ phủ của khu tự quản Río de Oro đóng tại Río de Oro Khu tự quản Río de Oro có diện tích 616 ki lô mét vuông. Đến thời điểm ngày 28 tháng 5 năm 2005, khu tự quản Río de Oro có dân số 13917 người.